# مهباش

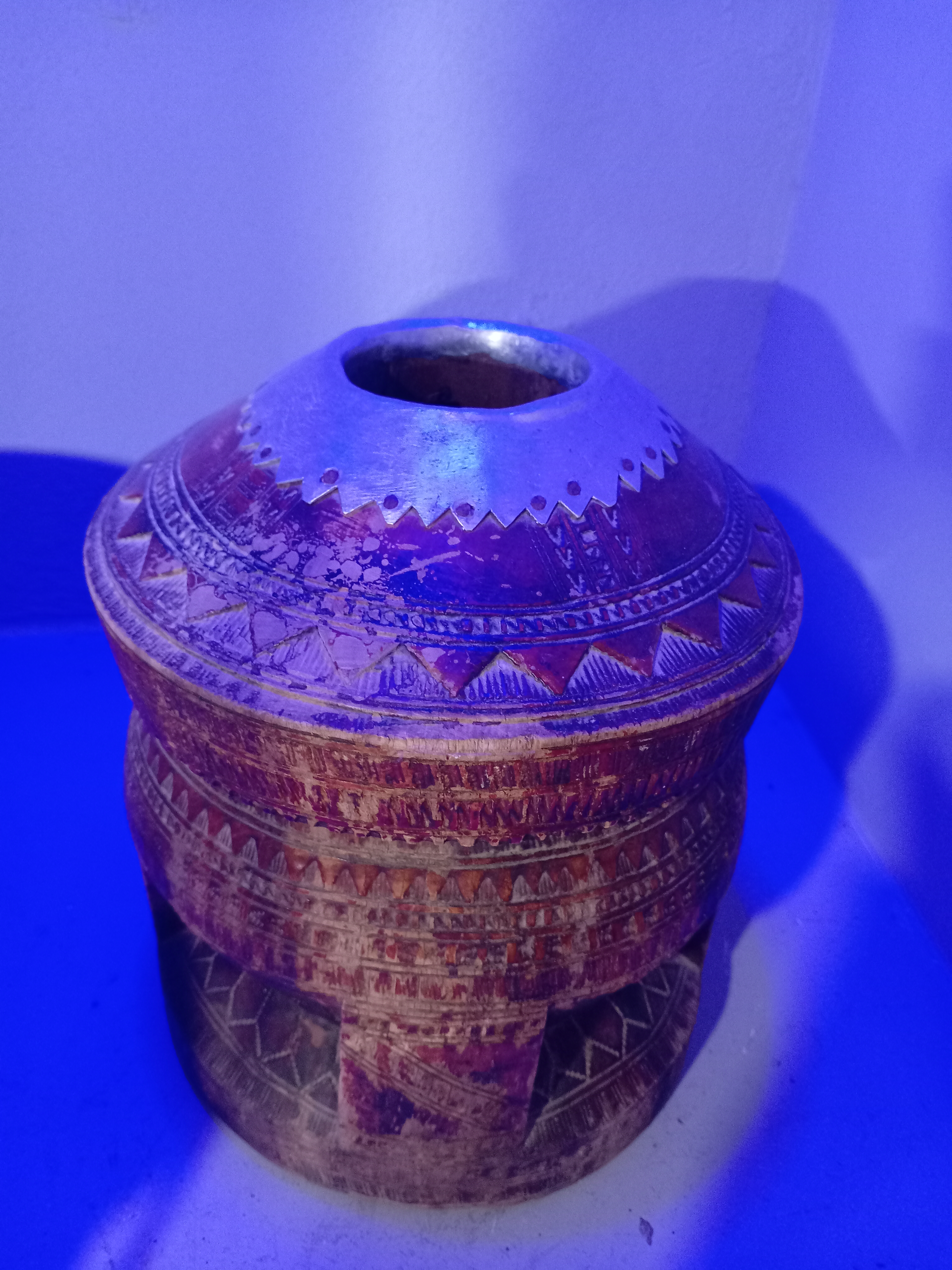
مهباش خشبي تراثي في الأردن 2025

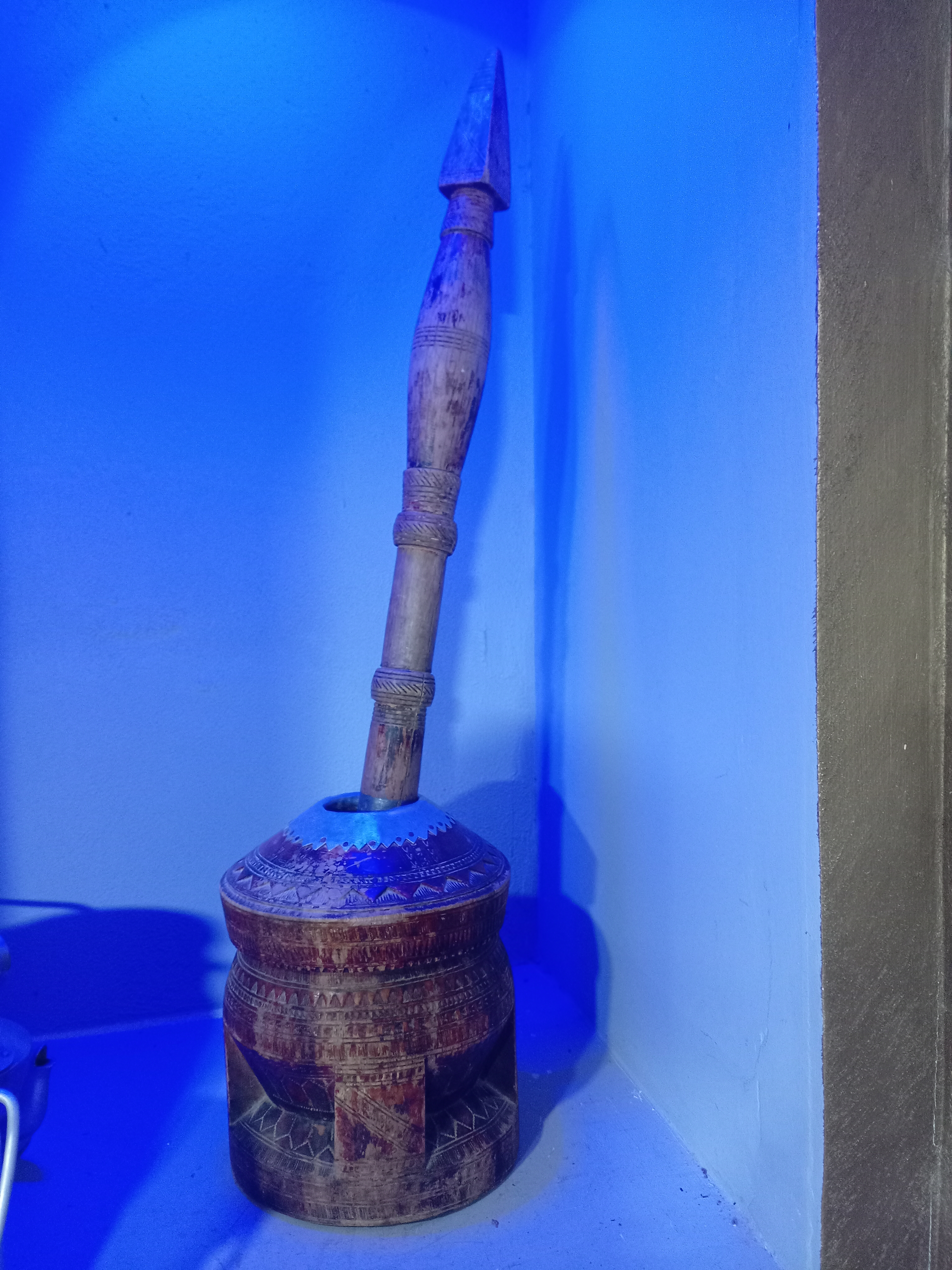
مهباش خشبي تراثي في الأردن 2025

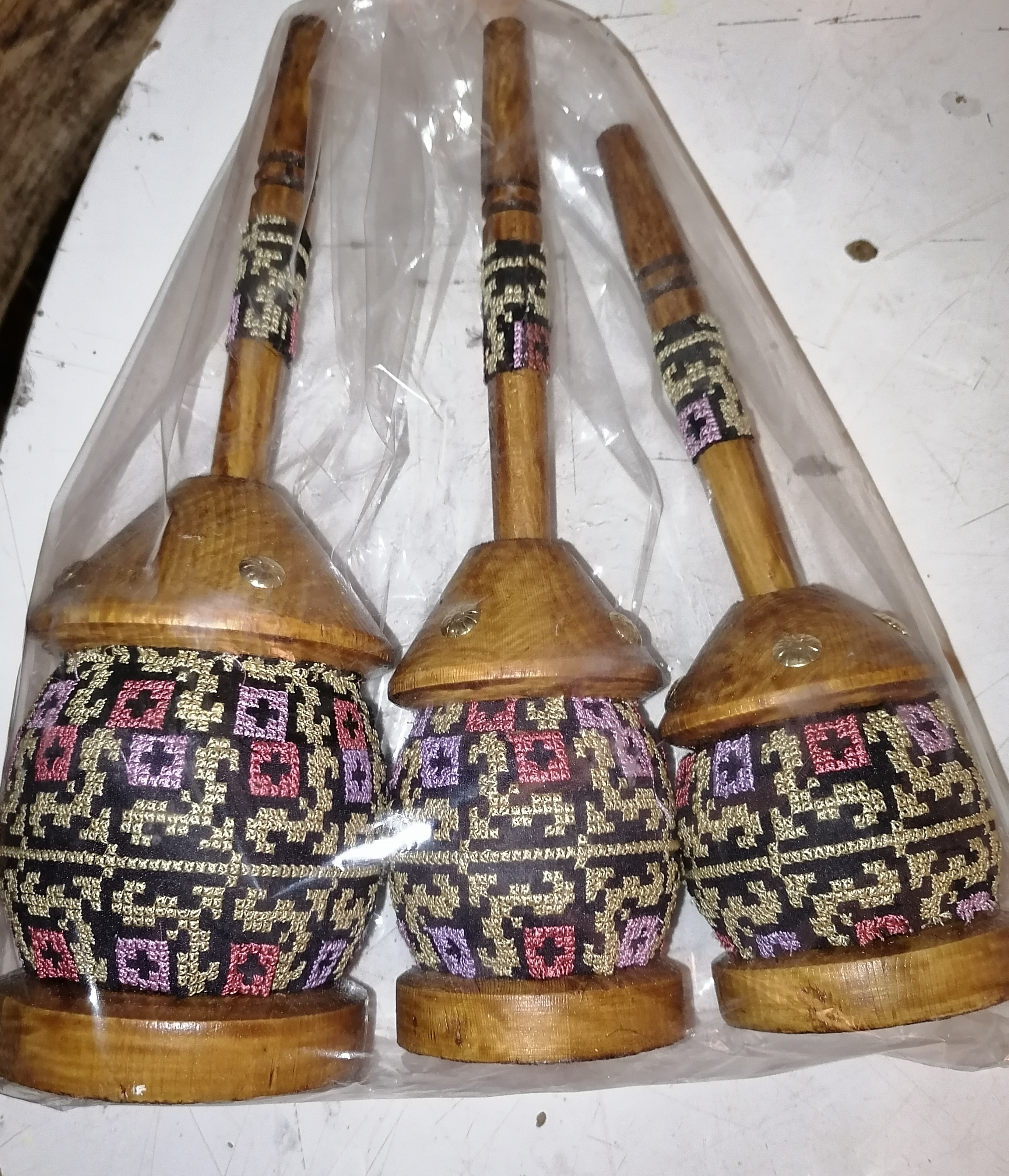

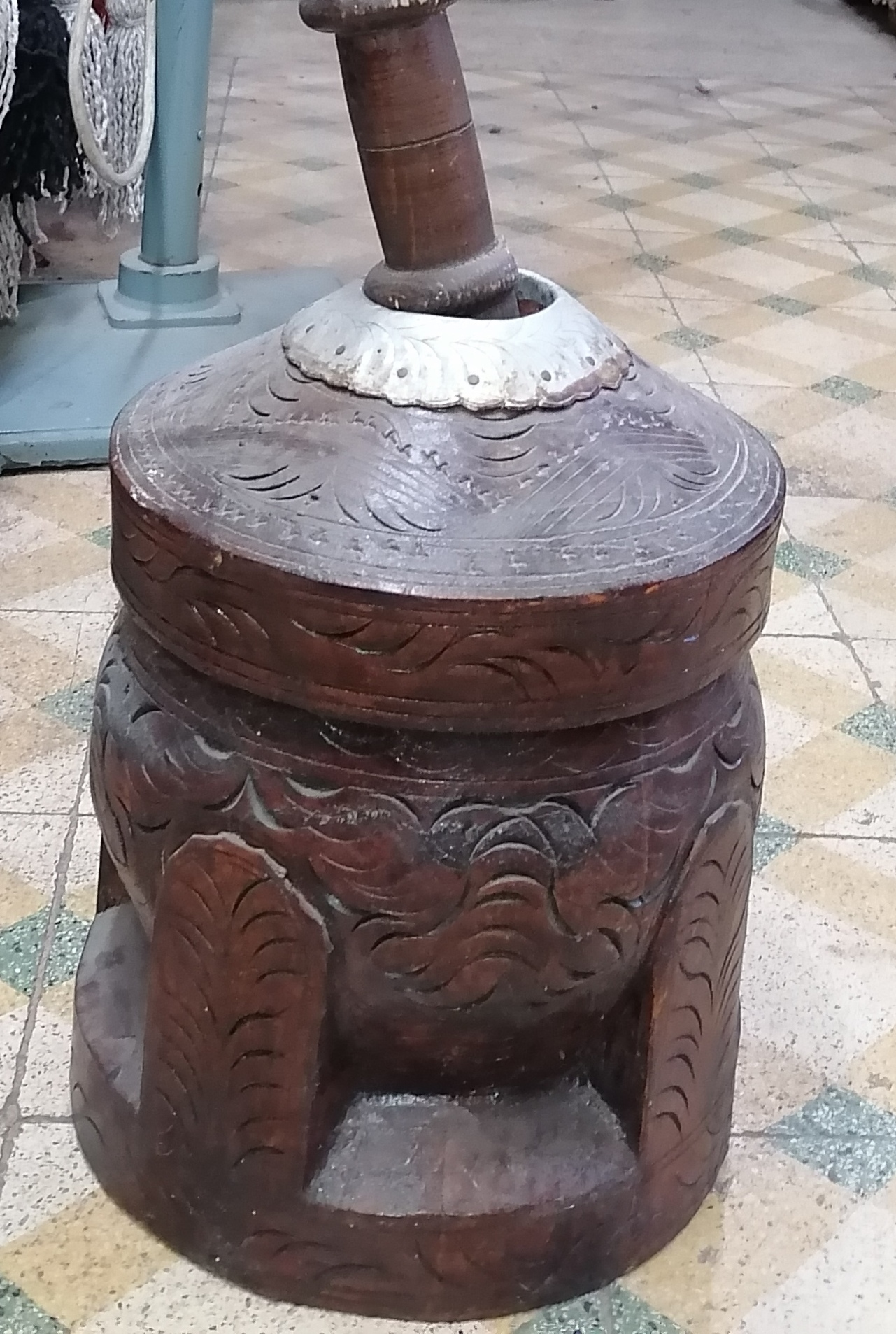

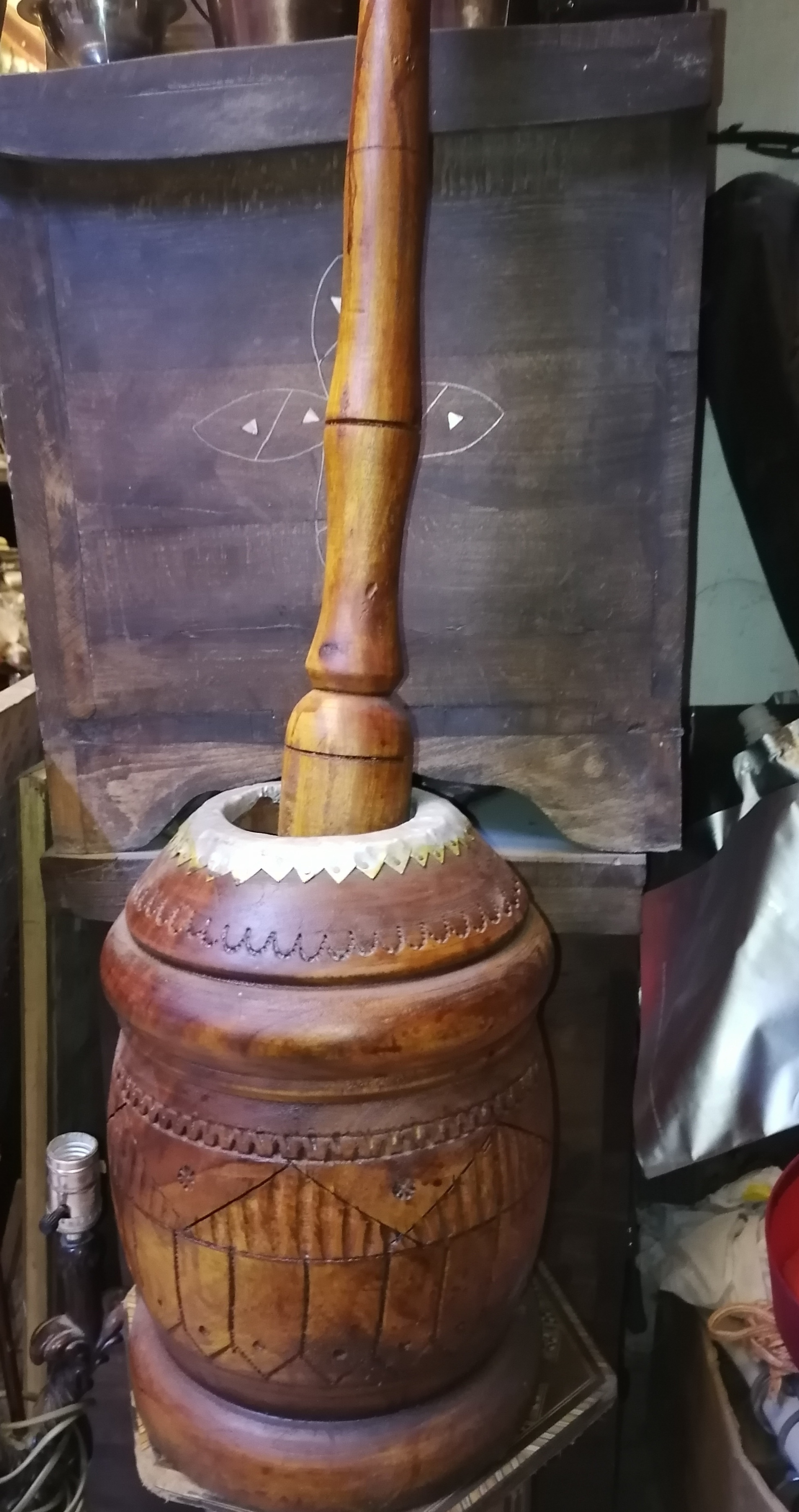

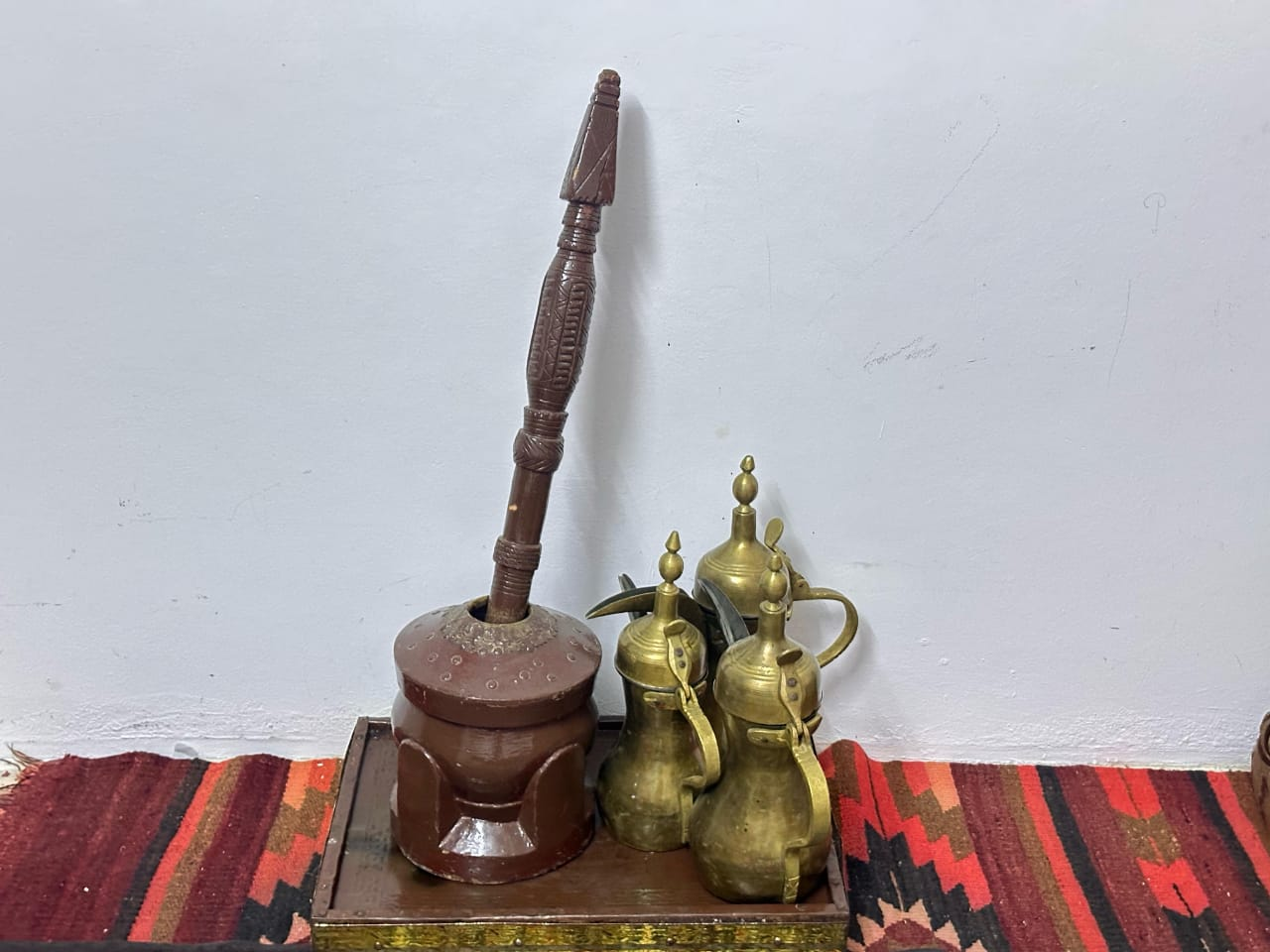

المهباش (Mahbash) (بالإنجليزية: pestle)‏ هي آلة مصنوعة من الخشب تستخدم لطحن حبوب القهوة المحمصة ليتم لاحقاً غلي حبوب القهوة المطحونة في الماء لساعات عدة مع الهال وتقدم للضيوف أو لأهل المنزل ساخنة. وللمهباش يد طويلة تستعمل لدق القهوة وللعزف أحيانا. ويعد المهباش من أهم الموروثات الشعبية الأردنية، والمرتبطة بالقهوة العربية ومدلولاتها التي ترمز للقيم الشعبية في إحترام وإكرام الضيف فهي لغة السلام والأمان.
في العادة تكون القهوة المطحونة باستخدام المهباش خشنة، ولا يتم سحقها تماما كما تفعل آلات طحن القهوة الحديثة. كذلك كان يستخدم المهباش كآله موسيقية للاهازيج البدوية، حيث يقوم عازف المهباش بالطرق داخله وكأنه يقوم بطحن القهوة باستخدام عصا المهباش ولكن بنغمة محددة ومتناسقة.

## التسميات
المهباش كلمة عربية جائت في لسان العرب لإبن منظور في تعريف هبش; أن هبش: الهَبْشُ: الجمْعُ والكسْبُ.. جميع تسميات المهباش الأخرى (الجرن، المدق، النجر، الهاون)؛ تفضي إلى معنى واحد وهو طحن وتفتيت الحبوب التي توضع بداخله لهذه الغاية. لكن تسمية مهباش؛ وهي لفظة تعني في اللغة النحوية (جَمَعَ)، وعليه فإن المهباش هو الوسيلة التي يُجمَع بها الناس وتتم دعوتهم من خلالها لأمرٍ ما، كما أن الرواية الشفوية تقول أن شيخ إحدى العشائر كان لديه خادم اسمه مهباش، كلما أراد أن يجمع أفراد عشيرته أرسل مهباش لينادي بهم، وبعد موت مهباش استعان الشيخُ بأخيه، فلم يكن يجيدُ ما كان يقوم به أخوه، فأشار عليه الناس للضرب بالجُرن والاستعانة بها كوسيلة للفت انتباه الناس إلى بيت الشيخ ودعوتهم إليه، وحصل أن سُمّي الجرن آنذاك بالمهباش، تكريمًا وتخليدًا لمرسال الشيخ.

## ظهوره
يرجع تاريخ ظهور المهباش إلى العصور القديمة، حيث استخدمه العرب في تحضير القهوة، التي كانت وما زالت عنصرًا أساسيًا في الضيافة العربية. وكانت القهوة تُحضر بطريقة تقليدية تتضمن تحميص حبوب القهوة على النار ثم طحنها باستخدام المهباش، الذي كان يُصنع في البداية من الخشب الصلب قبل أن تتطور صناعته ليشمل النحاس والمعادن الأخرى.[بحاجة لمصدر]

## الوصف
المهباش هو عبارة عن وعاء خشبي مجوف مصنوع من جذوع الأشجار ويعتبر أفضلها تلك المصنوعة من شجر البطم. يتم طلاء المهباش بألوان يغلب عليها السواد، ويطعمونه بطبع من الفضة أو النحاس ويزين برسم أشكال مختلفة، مع زركشة لفوهته بالمعدن الأبيض.

## الصناعة والتصنيع
تُصنع المهابيش في الأردن من أنواع مختلفة من الأخشاب، التي تؤخذ من جذوع الأشجار الحرجيّة، وتختلف جودتها بحسب البيئة. يُعتبر خشب البطم الأفضل لصنع المهباش بسبب صلابته وصوته الرنّان، كما أنه مقاوم للحشرات ومتغيّرات الطقس. يليه البلوط، الذي يمتاز بصلابته وانتشاره الواسع. بينما يُستخدم الزان لجودته العالية ومقاومته للتسوّس، في حين يعد الخرّوب بديلاً للبطم لكنه يحتاج إلى تجفيف لمدة عام قبل استخدامه. أما السدر والسنديان، فهما صلبان ويستخدم الأخير غالبًا في صناعة يد المهباش.
بعض الأخشاب، مثل المشمش، تعطي صوت رنّان لكنها سريعة التلف، بينما الكينا والتوت تُستخدم لأغراض تجارية وزخرفية نظرًا لخفتها وضعفها. كما تأثرت صناعة المهباش تاريخيًا بسبب الاعتداءات العثمانية على الثروة الحرجيّة، مما دفع الأردنيين إلى استخدام بقايا ذخائر المدفعية لصنع بدائل حديدية مؤقتة، في دلالة على سرعة تكيفهم مع الظروف الصعبة وحفاظهم على تقاليدهم.

## الأهمية التراثية والثقافية
يُعتبر المهباش رمزًا للكرم العربي والضيافة الأصيلة، حيث كان ولا يزال جزء من الموروث الشعبي في بلاد الشام والجزيرة العربية. كما أنه يعكس العادات والتقاليد الاجتماعية المرتبطة بتحضير القهوة العربية، التي تُعد جزء من الهوية الثقافية للمنطقة.
في الوقت الحالي، لا يزال المهباش حاضرا في بعض المجتمعات الريفية والبدوية، كما يُعرض في المتاحف والأسواق التراثية كرمز للتراث الشعبي. ويحرص البعض على اقتنائه كتذكار يعكس الأصالة العربية، بينما يقوم الحرفيون بصناعته يدويًا للحفاظ على هذا الموروث العريق.

## المشاريع
اصبحت صناعة المهباش مصدر دخل للعديد من العائلات والشباب الأردنيين، حيث أسسوا مشاريع صغيرة تسهم في الحفاظ على هذا التراث وتوفير فرص عمل. على سبيل المثال، قامت نجمة المسلماني (أم وسام) وعائلتها في محافظة إربد بتبني هذه الحرفة كمشروع لهم، مستفيدين من قروض ميسرة لتوسيع مشروعهم وزيادة الإنتاج. بالإضافة إلى ذلك، قام الشاب سامر فريحات بتأسيس "بيت المهباش الأردني" في منطقة ريفية، حيث يصنع المهابيش ومنتجات خشبية أخرى تلقى رواجًا بين المهتمين بالتراث الشعبي، مما يعكس إمكانية تحويل هذه الحرفة إلى مشروع ناجح للشباب.

## انظر ايضا
- هاون ومدقة
- فن أردني
- قائمة مواقع التراث العالمي في الأردن
- تراث شعبي أردني
- الأزياء الشعبية الأردنية